# Malacosarcus macrostoma
Malacosarcus macrostoma är en fiskart som först beskrevs av Günther, 1878.  Malacosarcus macrostoma ingår i släktet Malacosarcus och familjen Stephanoberycidae. Inga underarter finns listade i Catalogue of Life.